# (10170) Petrjakeš
(10170) Petrjakeš – planetoida z pasa głównego asteroid okrążająca Słońce w ciągu 4 lat i 9 dni w średniej odległości 2,62 j.a. Została odkryta 22 lutego 1995 roku w Kleť Observatory w pobliżu Czeskich Budziejowic przez Miloša Tichego i Zdenka Moravca. Nazwa planetoidy pochodzi od Petra Jakeša, czeskiego geologa i geochemika. Przed nadaniem nazwy planetoida nosiła oznaczenie tymczasowe (10170) 1995 DA1.